# Преторий

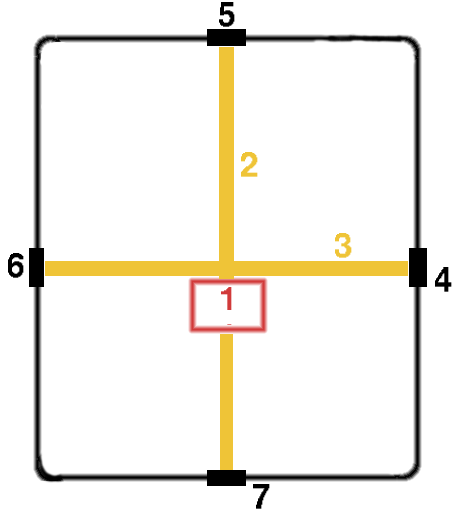
Схема римского лагеря (красным выделен преторий)

Преторий или Преториум (лат. praetorium) — палатка полководца и место под неё в лагере римской армии, позже, в Римской империи, этим термином называли штаб императорской гвардии, административное здание, присутственное место, центральную площадь.
В эпоху Полибия (середина II в. до н. э.) это был квадрат, сторона которого равнялась 200 футам; он обозначался при планировке белым значком (лат. vexillum). Преторий находился ближе к выходным, обращенным к неприятелю воротам (лат. porta praetoria), на главной лагерной улице (лат. via praetoria). Перед преторием находилась главная площадь (лат. forum или principium). На плане Гигина преторий расположен посередине лагеря. Позднее преториями стали называть резиденции правителей римских провинций, в них располагалась резиденция префекта столицы (лат. Praefectus iure dicundo), помещение провинциальной администрации, суд, иногда казармы и тюрьма.
В Византии преторий мог быть городской тюрьмой, в которой содержались государственные преступники и подозрительные для правительства люди.

## В Новом Завете
В Евангелиях преторией называется место, куда Иисус Христос был уведён после суда Пилата: «А воины отвели Его внутрь двора, то есть в преторию» (Мк. 15:16; Мф. 27:27), или место, где Пилат допрашивал Иисуса (Ин. 18:28, 18:33, 19:9). Иерусалимская претория была временной резиденцией римских наместников в Иудее в течение их пребывания в Иерусалиме по таким случаям, как ежегодный праздник Пасхи. Её местоположение точно неизвестно. Постоянной резиденцией римских наместников служил дворец в Кесарии Палестинской, построенный Иродом Великим. Именно о нём идёт речь в книге Деяний Апостолов, где рассказывается, что апостол Павел был помещён под стражу в «Иродовой претории» (Деян. 23:35). В Послании к Филиппийцам (1:13) апостол Павел также упоминает, что «узы мои о Христе сделались известными всей претории и всем прочим». В зависимости от того, откуда писал Павел, его слова могли относиться к казармам преторианских войск в Риме, Эфесе или Кесарии, но не исключено, что речь идёт о Палатинском дворце императора.